# Bolbolaimus murinae
Bolbolaimus murinae is een rondwormensoort uit de familie van de Microlaimidae.